# Madison Wolfe
Pour les articles homonymes, voir Wolfe.
Madison Wolfe, née le 16 octobre 2002 à Metairie (Louisiane), est une actrice américaine.
Elle a fait ses débuts au cinéma dans le drame d'aventure Sur la route (2012) et ses débuts à la télévision dans la série HBO True Detective (2014). Madison Wolfe est connue pour avoir joué dans le film d'horreur  Le Cas Enfield (2016) et avoir tenu le rôle de Barbara Thorson dans le film fantastique et dramatique Chasseuse de géants (2017).

## Biographie
Madison Wolfe naît à Metairie, en Louisiane.
Elle fait ses débuts au cinéma dans le film dramatique d'aventure Sur la route (On The Road) dans le rôle de Dodie Lee. Elle apparait ensuite dans Moi, député (The Campaign) et The Baby  (Devil's Due). Elle joue dans Joy en tant que version plus jeune du personnage d'Elisabeth Röhm.
Elle joue ensuite dans Conjuring 2 : Le Cas Enfield (The Conjuring 2, 2016), réalisé par James Wan,, puis dans Chasseuse de géants (I Kill Giants) aux côtés de Zoe Saldaña, film réalisé par Anders Walter.

### Liens familiaux
Sa sœur, Meghan, est également actrice.

## Filmographie

### Au cinéma
- 2012 : Moi, député : Jessica Brady
- 2012 : Sur la route : Dodie Lee (à 8 ans)
- 2013 : Grace Unplugged : Young Grace
- 2014 : The Baby : Brittany
- 2015 : Dalton Trumbo : Niki Trumbo (de 8 à 11 ans)
- 2015 : Dangerous Housewife : Allison Champagne
- 2015 : Joy : Peggy, jeune
- 2015 : Re-Kill : jeune fille
- 2016 : Cold Moon : Mandy
- 2016 : Conjuring 2 : Le Cas Enfield : Janet Hodgson
- 2016 : Keanu : Alexis
- 2016 : Mr. Church : Poppy, jeune
- 2017 : Chasseuse de géants (I Kill Giants) : Barbara
- 2017 : Trafficked : Natalie
- 2021 : Malignant : Serena, jeune
- 2022 : Paulie Go! : Avery
- 2023 : Big Bear 3: The Big Bonanza : distribution féminine #4 (non crédité)
- 2024 : The Man In The White Van : Annieno

### Séries télévisées
- 2014 : True Detective : Audrey Hart
- 2015 : Scream : Emma jeune
- 2015 : The Astronaut Wives Club : Julie Shepard
- 2015-2016 : Zoo : Clementine Lewis
- 2023 : Mayfair Witches : Tessa Mayfair